# Монфор (фортеця)
Монфор (фр. Montfort, нім. Starkenberg, араб. قلعة القرن, латиніз. Qal’at el-Qurain — Сильна гора) — замок в Палестині, перша резиденція Тевтонського ордену в 1230—1271 роках.
Розташований у Верхній Галілеї на півночі Ізраїлю приблизно за 35 км на північний захід від Хайфи та за 16 км на південь від кордону з Ліваном.
Назва замку походить від французьких слів mont (гора) та fort (сильний).

## Історія замку

### Передісторія
На відміну від інших фортець хрестоносців, Монфор початково був лише сільськогосподарським угіддям. Після перемоги хрестоносців в Палестині під час Першого хрестового походу в 1099 році на ці землі приходять нові поселенці. Серед них було й французьке сімейство Де Мійї (фр. De Milly). Воно отримало землі на місці теперішнього замку Монфор та зайнялось землеробством.
У 1187 році мусульмани під керівництвом Салах ад-Діна розгромили хрестоносців в битві на Рогах Хаттіна та зайняли Єрусалим. Разом з містом були захоплені й землі Де Мійї. Але ці землі знаходились далеко від торгових шляхів, тому мусульманські правителі залишили їх поза увагою.
Захоплення Єрусалима викликало обурення в Європі, і у 1189 році розпочався Третій хрестовий похід. Хрестоносці під керівництвом Річарда Левове Серце змогли відвоювати частину територій та улаштуватись в Акрі.
Незважаючи на успіхи хрестоносців, великі частини Юдеї, Самарії, в т.ч Галілеї залишились під владою мусульман. І хоча землі Де Мійі були повернути власникам, вони вирішили продати їх Тевтонському ордену у 1220 році.

### Тевтонський орден
За однією з версій, Тевтонський орден був сформований під час Третього хрестового походу. Купці з Любека та Бремена заснували польовий шпиталь для німців, який спочатку формально був під покровительством Ордену Госпітальєрів. Але багато паломників, що прибували у цей госпіталь, знали тільки німецьку мову, тому за рішенням Папи Римського Климента III на чолі шпиталю повинен був бути також німець. Пізніше шпиталь був перетворений за подобою Тамплієрів у військовий орден.
Тевтонці негайно почали укріплювати отримані у володіння землі. Ордену терміново була потрібна відокремлена від інших орденів резиденція. Після звернення Великого магістра Германа фон Зальца до Папи римського Іннокентія III, останній надав фінансову підтримку для будівництва резиденції. Завдяки цій допомозі була збудована сильно укріплена фортеця на місці колишнього фермерського угіддя. Німецька назва замку (Stark — сильний, berg — гора) є по суті калькою з французької назви.
В 1229 році в замок були перевезені архів та скарбниця ордену. Незабаром був зведений донжон, руїни якого збереглись до наших днів.

### Бойові дії
Незабаром замку Монфор довелось взяти участь у бойових діях.
У 1266 році султан мамлюків Бейбарс обложив фортецю. Проте хрестоносці запекло оборонялись і мамлюки не змогли узяти фортецю.
Через п'ять років, у 1271 році, коли всі основні фортеці хрестоносців на Святій Землі були в руках мамлюків, вони знову обложили Монфор. Цього разу війська були підготовлені до штурму значно краще. Мамлюки обложили замок зі всіх сторін, але головного удару завдали знизу, зі сторони невеликої річки Кезив. Там вони підкопали нижню стіну та швидко зруйнували її. Лицарі відступили у верхню частину замку. Будучи приреченими, лицарі протримались там тиждень, а тоді прийняли пропозицію Бейбарса про почесну капітуляцію. Тевтонці змогли вивезти із замку архів та частину скарбниці та дістатись Акри.
Зруйновану фортецю ніхто більше не використовував.

## Теперішній час
У 1926 році під час розкопок американські археологи знайшли обладунки, шоломи, щити і зброю. Біля підніжжя замку досі є ще одна будівля, яка стоїть тут з часів хрестових походів, що безперечно була фермою.
Найкраще збереженими руїнами замку є: зовнішня стіна товщиною 3 м; три резервуари для збору дощової води, видовбані у скелі; оглядова башта; сходи; галерея колон в готичному стилі, що підтримували дах Великого залу; досить добре зберігся винний прес.
Також видно рештки церкви.
На місці розкопок археологи знайшли кераміку та монети починаючи з римських часів.
У даний час фортеця відкрита для відвідувачів.

## Галерея

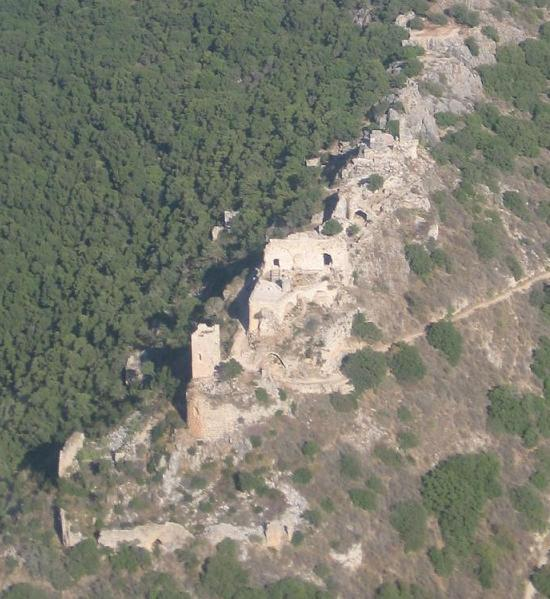
Замок Монфор з висоти пташиного польоту
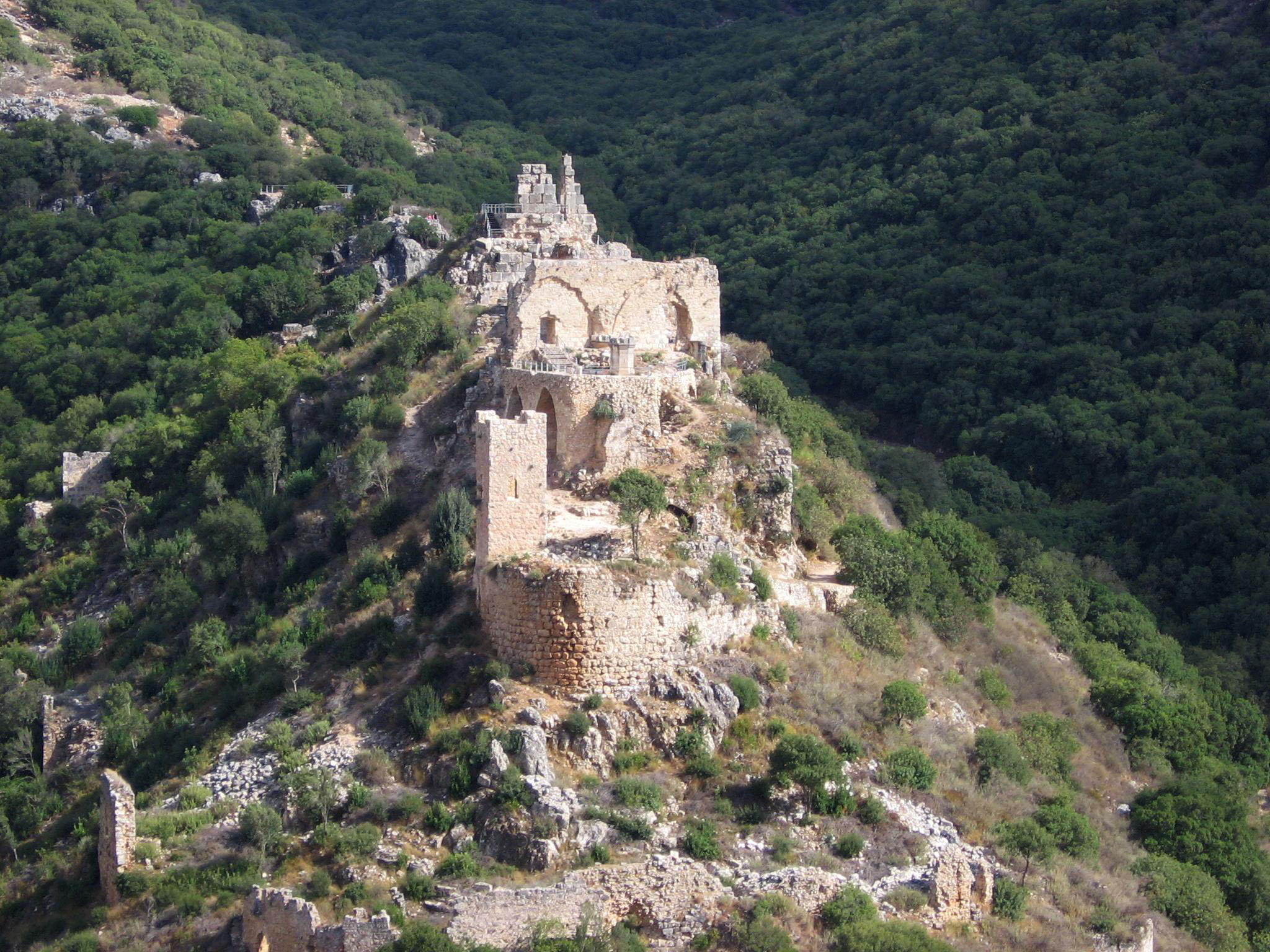
Руїни замку Монфор
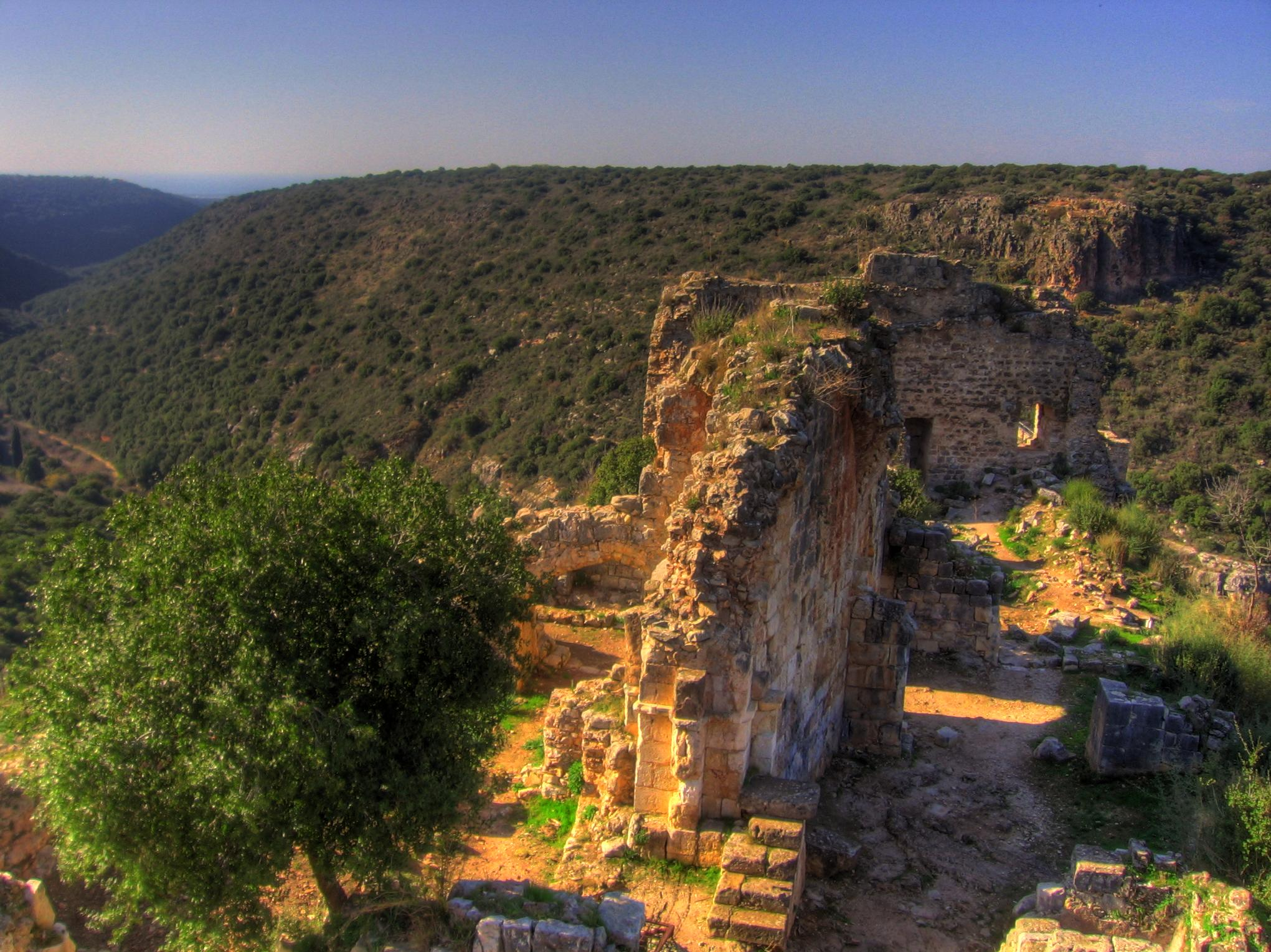
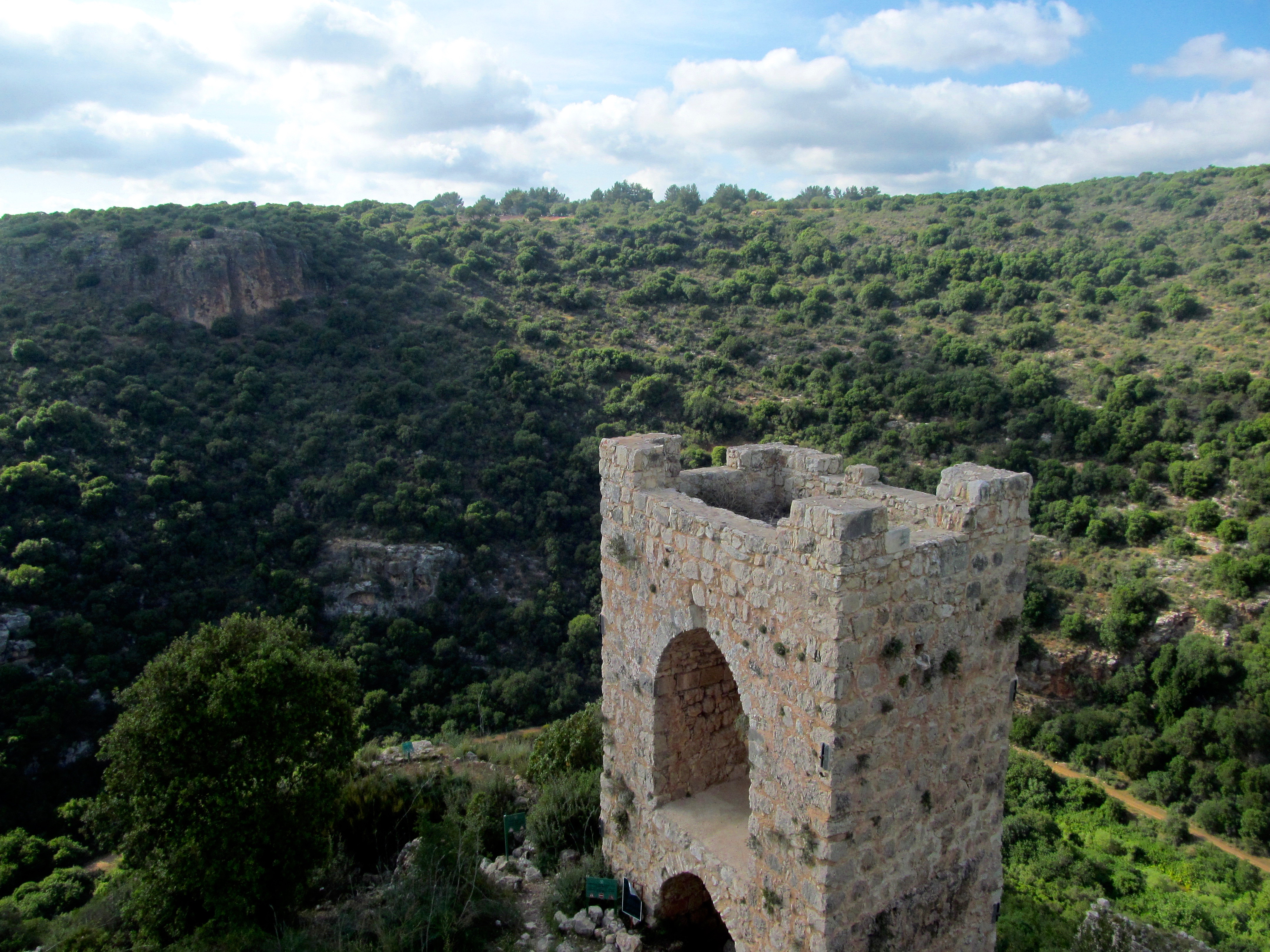